# Autopista Norte (Medellín)
La Autopista Norte o, menos usado, Carrera 64C, es una vía que recorre las ciudades de Medellín y Bello con direcciones norte y sur, y es una de las más importantes arterias viales que conecta el centro y el norte de la aglomeración urbana. 
En sentido estricto, ya no se le podría considerar como una autopista, puesto que desde el año 2017 se actualizó su definición, diciendo que la misma debe de tener cuatro carriles por sentido o más para que se le pueda considerar como tal, cosa que la "autonorte" no cumple, pues posee dos y en algunos tramos tres carriles por sentido. Además, reglamentariamente tiene una velocidad máxima de 50 km/h en la mayor parte de su recorrido, por lo que no sería realmente una vía rápida.

## Trazado
Transcurre enteramente al costado occidental del río Medellín y surge como la prolongación natural de la Avenida Oriental en las cercanías de la Universidad Nacional de Colombia Sede Medellín, unos metros más al norte interseca a desnivel con la Calle Barranquilla en el lugar conocido como Punto Cero. Más adelante pasa por un lado de la Terminal del Norte y de la refinería de petróleo de Ecopetrol. Continúa su transcurso haciendo de límite oreintal del Parque Juanes de la Paz y del barrio Tricentenario; sigue su camino pasando a un lado de la Feria de Ganaderos de Medellín y en donde hay una intersección a medias donde comienza o termina la Calle 104. 
Ya en el municipio de Bello cerca de la quebrada La Madera nace la llamada Autopista Medellín-Bogotá, una de las principales salidas del área metropolitana, y luego de esto la vía cruza un paso a desnivel y transcurre por un costado del Parque Recreativo Madera y cerca de la estación homónima del Metro. Posteriormente se convierte en el borde del barrio Obrero de Bello y pasa a un lado del Centro Comercial Parque Fabricato encontando una glorieta para facilitar los desplazamientos del tráfico.
Un poco más al norte la vía se curva tomando una dirección hacia el nororiente e intersecta con otras vía a través de cruces semaforizados. Luego de traspasar la quebrada La García  en su costado sur se encuentra la Secretaría de Movilidad del municipio y llega a un último cruce semafórico antes de llegar finalmente a la glorieta de Niquía donde se encuentra la primera estación de la línea A del metro de norte a sur: Niquía; y la cual posee una conexión peatonal con el Centro Comercial Puerta del Norte.
La continuación de la vía resulta en ser uno de los tramos de las rutas nacionales 25 y 62 (que se fusionan en esta parte) y que, a corto recorrido, atraviesa por zonas circundantes de los cascos urbanos de Copacabana, Girardota y Barbosa, y por donde su acceso se realiza principalmente a través de la carretera, que a su vez se la sigue denominando como "Autopista Norte" hasta cierto punto.

## Numenclatura
La arteria recibe la numeración de Carrera 64C en Medellín, mientras que en Bello se le asignó la numeración de Carrera 50, hasta que toma la curva y pasa a tener la numeración de Calle 46 y al oriente de La García fue designada como Diagonal 50 (Calzada sur) y Diagonal 51 (calzada norte).

## Transporte público
La vía es atravesada en todo o parte de su recorrido por numerosas rutas de buses pertenecientes a Bello, Copacabana, Girardota y Barbosa que tienen como destino final llegar al centro de Medellín y de manera contraria llegar a su respectivo municipio de origen.

## Sitios importantes en la vía
Lugares relevantes que se  encuentren directamente o muy cerca de la Autopista son, de sur a norte:
- Universidad Nacional de Colombia Sede Medellín
- Fábrica de Coca-Cola FEMSA
- Fiscalía General de la Nación sede Medellín
- Secretaría de Movilidad de Medellín
- Terminal de Transporte del Norte
- Refinería de petróleo de Ecopetrol
- Parque Juanes de la Paz
- Feria de Ganaderos de Medellín
- Compañía de alimentos animales Solla
- Parque Recreativo y Deportivo Madera
- Centro Comercial Parque Fabricato
- Antigua textilera Fabricato
- ESE Hospital Marco Fidel Suárez
- Cooperativa Financiera Cotrafa
- Futuro Parque de Artes y Oficios
- Polideportivo Tulio Ospina (cercano)
- Estación Niquía del metro